# Revelations (album Audioslave)
Revelations – trzeci studyjny album zespołu Audioslave. Został wydany 5 września 2006 roku nakładem wytwórni Epic Records.
Album promowany jest singlem „Original Fire”.

## Lista utworów
1. „Revelations”
2. „One and the Same”
3. „Sound of a Gun”
4. „Until We Fall”
5. „Original Fire”
6. „Broken City”
7. „Somedays”
8. „Shape of Things to Come”
9. „Jewel of the Summertime”
10. „Wide Awake”
11. „Nothing Left to Say But Goodbye”
12. „Moth”

## Pozycje na listach
| Lista | Kraj   | Pozycja |
| ----- | ------ | ------- |
| OLiS  | Polska | 25      |